# Boško Janković
Pour les articles homonymes, voir Janković.
Boško Janković (en serbe en écriture cyrillique : Бошко Јанковић), né le 1er mars 1984 à Belgrade en Yougoslavie (auj. en Serbie), est un footballeur international serbe, évoluant au poste de milieu offensif ou ailier.

Il a été convoqué pour l'équipe espoirs de Yougoslavie pour la première fois en 1999. Les cinq derniers mois il est devenu le capitaine de cette équipe.
De nombreux grands clubs européens (PSG, Arsenal, Ajax, Udinese) furent intéressés par Janković mais il refusa de partir avant de laisser sa trace dans son championnat national, avec par exemple l'équipe de l'Étoile rouge de Belgrade où il évoluait entre 2004 et 2005.
Il signe en 2006 à Majorque, où il s'impose progressivement dans l'équipe en tant que milieu offensif et inscrit 9 buts durant l'exercice 2006 - 2007.
Il signe en 2007 à Palerme avant d'être prêté pour la saison 2008-2009 au Genoa.

## Carrière
- 2002-2003 : FK Étoile rouge de Belgrade ( Serbie-et-Monténégro)
- 2003-2004 : Jedinstvo Ub (en prêt) ( Serbie-et-Monténégro)
- 2004-2006 : FK Étoile rouge de Belgrade ( Serbie-et-Monténégro)
- 2006-2007 : RCD Majorque ( Espagne)
- 2007-2008 : US Palerme ( Italie)
- 2008-2009: Genoa Cricket and Football Club (en prêt) ( Italie)
- 2009-2013: Genoa Cricket and Football Club (transfert définitif) ( Italie)
- 2013-2016 : Hellas Vérone ( Italie)

## Palmarès

### En équipe nationale
- 31 sélections et 5 buts avec l'équipe de Serbie entre 2006 et 2012.

### Avec l'Étoile rouge de Belgrade
- Vainqueur de la Coupe de Yougoslavie en 2002.
- Champion de Serbie-et-Monténégro en 2004 et 2006.
- Vainqueur de la Coupe de Serbie-et-Monténégro en 2004 et 2006.